# Ботетур, Джойс, 3-я баронесса Ботетур
Джойс Ботетур (англ. Joyce Botetourt; умерла 1 января 1407) — английская аристократка, 3-я баронесса Ботетур в своём праве (suo jure) с 1386 года. Дочь Джона Ботетура и Мод де Грей, внучка 2-го барона Ботетура. Рано потеряла отца, после смерти деда унаследовала семейные владения (главным образом в Норфолке) и права на баронский титул. Стала женой Хью Бёрнелла, 2-го барона Бёрнелла. Умерла бездетной, так что её титул перешёл в состояние неопределённости.